# Heinz Mörschel
Heinz Robert Mörschel (Santo Domingo, 1997. augusztus 24. –) dominikai és német származású, német utánpótlás-válogatott és dominikai válogatott labdarúgó, támadó középpályás.

## Pályafutása

### Klubcsapatokban
Dominikai Köztársaságban született, de gyerekkora óta Németországban él. A Frankfurt akadémiája után csatlakozott a Mainz akadémiájába, ahol a ranglétrát végigjárva került a német harmadosztályban játszó második csapathoz. A Mainz második csapatából a német másodosztályú Holstein Kiel szerződtette. Ezután csatlakozott a harmadosztályú Preußen Münster csapatához ahol 34 mérkőzésből 8 gól van a neve mellett. Innen a KFC Uerdingen következett, ahonnan kevés játék után a nyolcszoros német bajnok Dynamo Dresden csapatába szerződött, itt 44 mérkőzésen 10 gólt szerzett.

### Újpest
2023. február 28-án jelentették be hogy a magyar élvonalbeli Újpest csapatába szerződött. 2023. március 5-én mutatkozott be a Debrecen ellen. 2023. szeptember 30-án a Debrecen ellen – csereként beállva –, az ő duplájával győzött (2–1-re) idegenben csapata. 2024. május 21-én bejelentették távozását.

### A válogatottban
2023. szeptemberében először kapott meghívást a dominikai válogatottba, a CONCAF Nemzetek ligája mérkőzésekre, Nicaragua és Montserrat ellen. A válogatottban szeptember 9-én debütált az előbbi csapat ellen.
Első és második gólját is Barbados ellen szerezte.
Dominikát képviselve részt vett a 2024-es olimpián.

#### Mérkőzései a dominikai válogatottban
megjegyzés Az eredmények a dominikai válogatott szemszögéből értendők.
| #   | Dátum                | Ellenfél             | Eredmény | Kiírás                   | Esemény     |
| --- | -------------------- | -------------------- | -------- | ------------------------ | ----------- |
| 1.  | 2023. szeptember 9.  | Nicaragua            | 0 – 2    | CONCACAF Nemzetek ligája |             |
| 2.  | 2023. szeptember 12. | Montserrat           | 3 – 0    | CONCACAF Nemzetek ligája | 88'         |
| 3.  | 2023. október 14.    | Barbados             | 5 – 0    | CONCACAF Nemzetek ligája | 57'         |
| 4.  | 2023. október 17.    | Barbados             | 5 – 2    | CONCACAF Nemzetek ligája | 59'         |
| 5.  | 2023. november 17.   | Montserrat           | 1 – 2    | CONCACAF Nemzetek ligája |             |
| 6.  | 2023. november 22.   | Nicaragua            | 0 – 0    | CONCACAF Nemzetek ligája |             |
| 7.  | 2024. március 23.    | Aruba                | 2 – 0    | barátságos mérkőzés      |             |
| 8.  | 2024. március 27.    | Peru                 | 1 – 4    | barátságos mérkőzés      |             |
| 9.  | 2024. június 6.      | Jamaica              | 0 – 1    | Vb-selejtező             | 54' 90+2'   |
| 10. | 2024. június 12.     | Brit Virgin-szigetek | 4 – 0    | Vb-selejtező             | 68'         |
| 11. | 2024. szeptember 7.  | Bermuda              | 3 – 2    | CONCACAF Nemzetek ligája | 61'         |
| 12. | 2024. október 12.    | Antigua és Barbuda   | 5 – 0    | CONCACAF Nemzetek ligája | 77'         |
| 13. | 2024. október 15.    | Antigua és Barbuda   | 5 – 0    | CONCACAF Nemzetek ligája | 35' 80'     |
| 14. | 2024. november 17.   | Dominikai Közösség   | 6 – 1    | CONCACAF Nemzetek ligája | 37, 49' 83' |
| 15. | 2024. november 20.   | Bermuda              | 6 – 1    | CONCACAF Nemzetek ligája | 87' 90+4'   |

## Sikerei, díjai
Dynamo Dresden
- Német bajnok (harmadosztály): 2020–2021